# Szájhagyomány

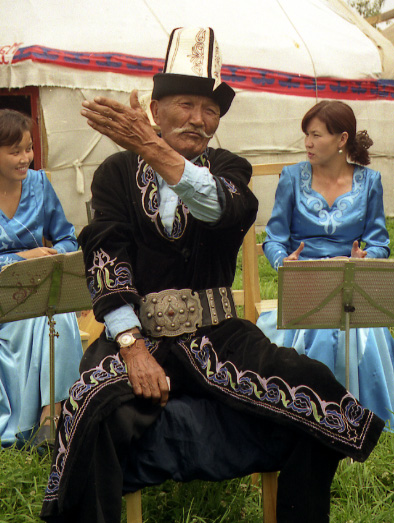
Kirgiz manaszcsi-mesélő

A szájhagyomány történelmi, társadalmi, vallásos információk szóbeli továbbadása - elsősorban történetek, mondák, regék formájában. Minden kultúrkörben nagy szerepe van, különösen azokban, amelyek nem vagy csak kezdetleges írásbeliséggel rendelkeznek.

## Jellemzői
Általában szájhagyományon olyan folyamatokat értünk, amelyek hosszabb időintervallumokat fognak át, és amelyek során a tartalmakat az egyik nemzedék továbbadja a következőnek. Jellemző a szájhagyományra, hogy még ma sem vagy csak részben lett rögzítve  a közelmúltban. Máig különösen fontosak Közel-Keleten és olyan társadalmakban, ahol a mesélésnek külön kultúrája és máig elő hagyománya van, ilyen volt Európa is a 19. századig. A társadalom azon rétegeiben, amely nem tudott írni, vagy az írás nélküli kultúrákban a szájhagyomány segítségével őrizték meg a történelmi események nagy részét. Sok szokás esetében a szájhagyomány azonban máig uralkodó.
A szóban rögzítettek megőrzésére külön technikák alakultak ki, biztosítandó a hosszabb időintervallumok áthidalását. Fontos történeteket így rituálékba szokás beépíteni, amelyek így nonverbális tartalma miatt a rituáléban résztvevőknek különösen jól az emlékezetükbe vésődik. Ismert példa érre a betlehemezés.
Segíti a lehetőleg minél pontosabb megőrzést a verses forma, mert a rím és a versmérték, ill. ritmus megakadályozzák, hogy egyes szavak kihulljanak vagy megváltozzanak a történetben. Másrészt viszont éppen verseket gyakran aktualizálnak tudatosan. Biztosra vehető, hogy az Ótestamentum nagy része eredetileg szájhagyomány volt, és csak később került feljegyzésre. Az Újtestamentum evangéliumait szintén szájhagyomány keretében őrizték meg, mire néhány korabeli szemtanú ezeket is írásban rögzítette.
Jelentős  szájhagyományról szóló tanulmányokat készítettek többek között; Milman Parry, Eric Alfred Havelock és Walter Jackson Ong továbbá Jack Goody és Ian Watt. Példa olyan szájhagyományra, amely egész pontosan dokumentáltatott, az Atoin Meto kelet-timori törzs szóbeli epikus költeménye.
A történettudományokban a szájhagyomány lehet a legfontosabb forrás olyan időkre és kultúrákra nézve, amelyeknek nincsenek írásos forrásai vagy pedig azok  háborús események következtében elpusztultak. Ilyen esetekben a történésznek megpróbálják, a mondák és legendák igazság-magját megtalálni. Újabb kutatásoknál az oral history kifejezést szokták használni a szóban elbeszélt történetekre.

## További irodalom
- Magyar néprajzi lexikon I–V. Főszerk. Ortutay Gyula. Budapest: Akadémiai. 1977–1982.  ISBN 963-05-1285-8